# Okhale
Okhale (en népalais : ओख्ले) est un comité de développement villageois du Népal situé dans le district d'Udayapur. Au recensement de 2011, il comptait 2 722 habitants.